# Camille de Morel
Camille de Morel (1547-1585) est une poétesse française ; ses sœurs Lucrèce et Diane et elle-même ont été nommées Les trois perles du seizième siècle.

## Biographie
Les trois perles du seizième siècle étaient les filles de Jean de Morel et Antoinette de Loynes. Leur père a été élève d'Erasme.
On n'a pas trace des poèmes écrits par Lucrèce et Diane.
Lucrèce composait en vers latins et grecs. Marie Morin, épouse de Michel de l'Hospital fut sa marraine, en 1548 ; elle mourut le 29 juin 1580.
Diane de Morel, mourut à Paris l'an 1581, ou environ.
Isaac de Morel, leur frère a eu un destin tragique, enlevé et emmené en Écosse.
Les trois sœurs et Issac avaient pour précepteur l'humaniste Charles Utenhove ; la maison de leurs parents, où leur mère tenait salon était fréquenté par les humanistes, écrivains et poètes. Joachim du Bellay, ami de la famille, parle affectueusement de nostre Camille. Les quatre jeunes Morel devaient participer à l'Épithalame, spectacle écrit par Joachim du Bellay pour le mariage de Marguerite de France et Philibert de Savoie ; les réjouissances furent annulées en raison de la mort de Henri II,.
Camille de Morel, l'aînée, a survécu à ses sœurs. Elle composa des vers en grec et latin très jeune, et écrivait aussi en italien et espagnol. Elle fut courtisée par le poète Jean Melissus. Les seules œuvres dont il reste trace sont le Tumulus écrit pour son père (imprimé à Paris chez Federic Morel , 1583), auquel elle ajoute des poèmes en mémoire de sa mère et ses sœurs (elle reprocha à Ronsard de ne pas avoir participé à ce Tumulus) ; et une élégie pour le Tombeau de Henri II : 

Camillæ, Iani Moreli Ebredunensis filiæ 
ELEGÍA 
Herricus antiquis Gallorum Regibus ortus
0 ccidit exequiasfœmina virque ferat ...

Camille s'était convertie à la religion réformée : le Père Hilarion de Coste dit d'elle  « J'eusse fait son éloge dans ce livre si cette demoyselle ne fust morte hors de la vraye Église. » et correspondait avec Pierre de l'Étoile « Le samedi 10, madame Camille Morel, une de mes bonnes amies, et la perle des filles de nostre aage ». Elle résidait à Grigny et mourut à plus de 80 ans.

## Œuvres
- V. C. Ioan. Morelli Ebredun. Consiliarij Oeconomiq; Regij, Moderatoris illustrissimi principis Henrici Engolismaei, magni Franciae Prioris, Tumulus. (Fédéric Morel 1583).
- Poésies diverses, in Charles, Epitaphium in mortem Herrici Gallorum regis christianissimi, ejus nominis secundi (R. Estienne, 1560)
- Xenia seu ad illustrium aliquot europae hominum…, Bâle, 1568.
- In typographiam, Musarum matrem, Camilla Morella, J. Morelli Ebredunaei filia / ex graeco J. (R. Estienne 15..) Lire en ligne sur Gallica
- Camille « composa sur le décès de son père une petite Epigramme grecque qui courut par les mains des savants qui ne l'estimèrent pas moins docte que pieuse. C'est ainsi que l'auteur des Éloges français l'a rendue en sa langue »

Si le traict de la mort rend les bons immortels. 
S'il faict à leurs vertus ériger des autels, 
S'il est leur guide au ciel et leur route asseurée, 
O vous, qui de Morel souspirez le trépas,
Ne le souspirez pas, 
Puisqu'il vit bien-heureux dans le Ciel Empyrée

(traduit du grec par Michel de L'Hospital)